# Rungeova–Kuttova metoda

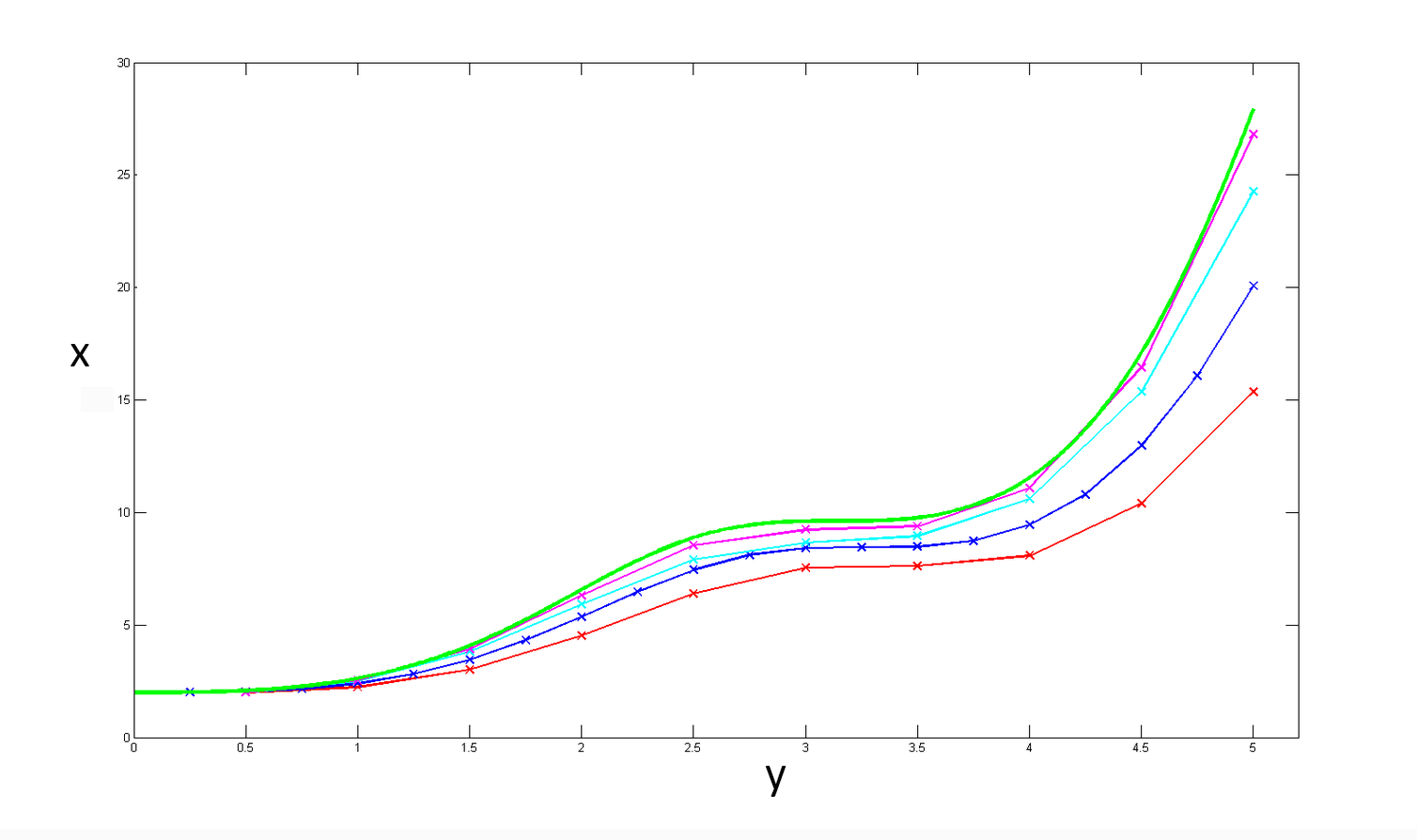
Porovnání přibližných řešení pomocí různých verzí Rugeovy-Kuttovy metody

Rungeova–Kuttova metoda je metoda pro numerické řešení obyčejných diferenciálních rovnic, kterou kolem roku 1900 vytvořili němečtí matematici Carl Runge a Wilhelm Kutta, případně některá z podobných metod (společně jsou zvané Rungeovy–Kuttovy metody).
Rungeova–Kuttova metoda hledá přibližné řešení rovnice {\displaystyle {\dot {y}}=f(t,y)} s okrajovou podmínkou {\displaystyle y(t_{0})=y_{0}.} Přitom {\displaystyle y=y(t)} je neznámá skalární nebo vektorová funkce času {\displaystyle t}, kterou chceme aproximovat. Známe funkci {\displaystyle f}, propojující časovou derivaci {\displaystyle {\dot {y}}} s hodnotou {\displaystyle y} a časem {\displaystyle t,} a známe také počáteční čas {\displaystyle t_{0}} a odpovídající hodnotu {\displaystyle y} v tomto čase, která je {\displaystyle y_{0}}.
K odhadu {\displaystyle y} klasickou Rungeovou–Kuttovou metodou (též označovanou RK4) je nejprve potřeba zvolit vhodný krok h > 0. Na jeho základě definujeme
{\displaystyle {\begin{aligned}y_{n+1}&=y_{n}+{\tfrac {1}{6}}\left(k_{1}+2k_{2}+2k_{3}+k_{4}\right),\\t_{n+1}&=t_{n}+h\\\end{aligned}}}
pro n = 0, 1, 2, 3, ..., přičemž
{\displaystyle {\begin{aligned}k_{1}&=h\ f(t_{n},y_{n}),\\k_{2}&=h\ f\left(t_{n}+{\frac {h}{2}},y_{n}+{\frac {k_{1}}{2}}\right),\\k_{3}&=h\ f\left(t_{n}+{\frac {h}{2}},y_{n}+{\frac {k_{2}}{2}}\right),\\k_{4}&=h\ f\left(t_{n}+h,y_{n}+k_{3}\right).\end{aligned}}}
Číslo {\displaystyle y_{n}} je aproximace hodnoty {\displaystyle y(t_{n})}. Aproximace se počítají jako vážené průměry čtyř jednodušších odhadů {\displaystyle k_{1}} až {\displaystyle k_{4}}. Zdůvodnění tohoto postupu vychází ze Simpsonova pravidla pro integrál rovnice za předpokladu, že {\displaystyle f} nezávisí na {\displaystyle y}.
Popsaná metoda dosahuje v jednom kroku chyby v řádu {\displaystyle O(h^{5})} a celkově akumulované chyby v řádu {\displaystyle O(h^{4}).} Neuvažujeme-li vliv zaokrouhlovacích chyb, tak menší krok obvykle vede k přesnějšímu odhadu, avšak za cenu více počítání.